# کارناوال فانتزی
کارناوال فانتزی (به انگلیسی: Carnival Fantasy) یک کشتی است که طول آن ۸۵۵ فوت (۲۶۱ متر) می‌باشد. این کشتی در سال ۱۹۹۰ ساخته شد.